# کیم سو هی
کیم سو هی (متولد شده با نام کیم هی سو در ۱۳ مارس ۱۹۵۳) خواننده زن کره جنوبی است.

## جوایز
| سال  | جایزه                    | دسته بندی             | دلیل دریافت جایزه     | نتیجه | منبع  |
| ---- | ------------------------ | --------------------- | --------------------- | ----- | ----- |
| ۱۹۸۶ | جوایز دیسک طلایی         | جایزه اصلی (بونسانگ)  | "الان نرو" (الان نرو) | برنده | [ ۲ ] |
| ۱۹۸۷ | جوایز دیسک طلایی         | جایزه محبوبیت         | "الان نرو" (الان نرو) | برنده | [ ۲ ] |
| ۱۹۹۳ | جوایز دیسک طلایی         | جایزه اصلی (بونسانگ)  | "عشق غمگین" (애모     | برنده | [ ۲ ] |
| ۱۹۹۳ | KBS Gayo Daesang         | جایزه بزرگ (Daesang)  | "عشق غمگین" (애모     | برنده | [ ۳ ] |
| ۱۹۹۳ | MBC Gayo Daejejeon       | محبوب ترین آهنگ       | "عشق غمگین" (애모     | برنده | [ ۳ ] |
| ۱۹۹۳ | جوایز موسیقی سئول        | جایزه اصلی (بونسانگ)  | "عشق غمگین" (애모     | برنده | [ ۳ ] |
| ۱۹۹۴ | جوایز هنری سرگرمی کره ای | جایزه تروت            | —                     | برنده | [ ۴ ] |
| ۲۰۰۵ | جوایز هنری سرگرمی کره ای | تقدیر از ریاست جمهوری | —                     | برنده | [ ۵ ] |
| ۲۰۱۵ | جوایز هنری سرگرمی کره ای | جایزه بزرگ (Daesang)  | —                     | برنده | [ ۶ ] |